# Districtul Rhein-Lahn
Rhein-Lahn-Kreis  (s-ar traduce Districtul Rin-Lahn) este un district rural (Landkreis) din landul Renania-Palatinat, Germania.